# 郎將增一
后髮座30，又名BD+28 2153，HD 111469、SAO 82515、HR 4869，是后髮座的一颗恒星，视星等为5.78，位于銀經171.1，銀緯89.36，其B1900.0坐标为赤經12h 44m 25.1s，赤緯+28° 89.36′ 49″。